# Moon Hotel Kabul
Moon Hotel Kabul è un film del 2018 diretto da Anca Damian.
La pellicola è una coproduzione tra Romania e Francia. Il film ha vinto il premio per la miglior regia al Festival internazionale del cinema di Varsavia.

## Trama
Il giornalista investigativo Ivan Semciuc è noto per il suo carisma e per la sua visione cinica della verità. 
In un hotel di Kabul ha un rapporto sessuale con Ioana, una traduttrice, che conosceva da tempo. 
Poco dopo il suo ritorno a Bucarest, viene a sapere che Ioana si è tolta la vita. Dalla stessa Ioana riceve un videomessaggio in cui lei dice di sentirsi minacciata e gli svela di essere una spia e di avergli fatto avere una chiavetta con documenti che dovrà rendere pubblici se dovesse succederle qualcosa. Tutto questo lo turba profondamente e lo allontana dalla sua compagna Adela che comprende come Ivan sia distante, soprattutto quando alla notizia che lei è incinta lui risponde di non voler diventare padre.
Mosso dall'intenzione di indagare sulla vicenda di Ioana, Ivan è frenato dal suo editore che ne stronca le intenzioni. Dopo una serie di riflessioni che lo portano a mettere in discussione se stesso e il suo modo di rapportarsi con la propria professione e la realtà, Ivan pubblica il drammatico videomessaggio di Ioana su YouTube.

## Produzione
Le riprese si sono svolte nel 2016 tra Bucarest e il Marocco, per ragioni di sicurezza legate all’instabilità politica in Afghanistan. Il film è stato prodotto da Aparte Film e Cinéma Defacto, con il supporto del Centro Nazionale del Cinema della Romania e altri enti europei.

## Distribuzione
Il film è stato presentato in anteprima il 18 ottobre 2018 al Festival Internazionale del Cinema di Varsavia, dove ha ricevuto il premio per la miglior regia. In Romania è uscito nelle sale il 30 novembre 2018.

## Accoglienza
La pellicola ha ricevuto recensioni generalmente positive dalla critica, in particolare per la regia di Anca Damian e l’introspezione psicologica del protagonista. Alcuni critici ne hanno lodato l'atmosfera rarefatta e la riflessione sui temi della colpa e della memoria.

## Riconoscimenti
- Festival internazionale del cinema di Varsavia 2018
  - Miglior regia Anca Damian

- Premi Gopo 2019
  - Candidatura a Miglior attore non protagonista a Alexandru Nagy
  - Candidatura a Miglior attrice non protagonista a Ofelia Popii, Rodica Negrea